# Shoji Jo
Shoji Jo (城 彰二, Jō Shōji) est un footballeur japonais né le 17 juin 1975 à Hokkaidō. Il était attaquant.